# کافه سنترال

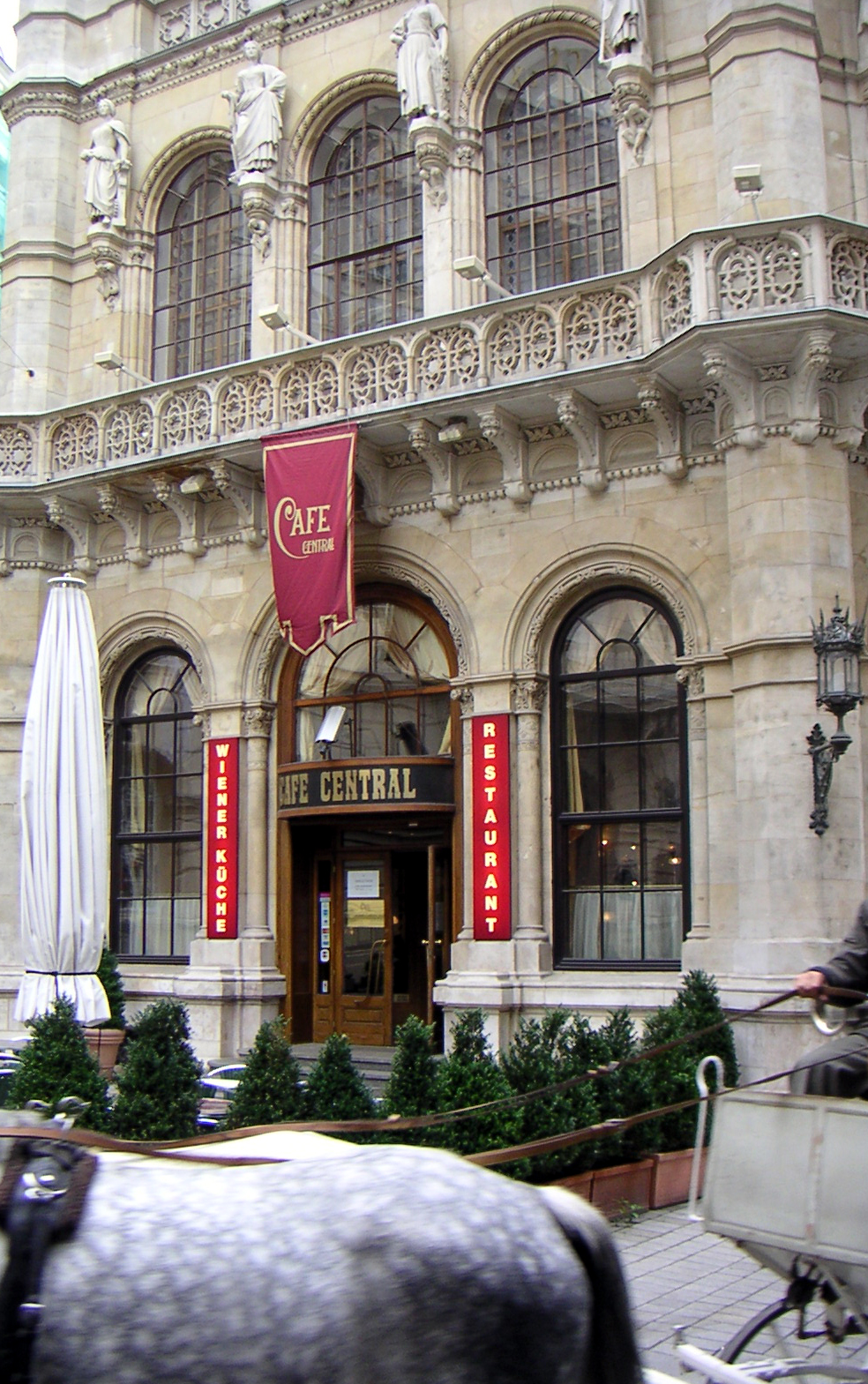
کافه سنترال در وین، ورودی اصلی در هرن‌گاسه

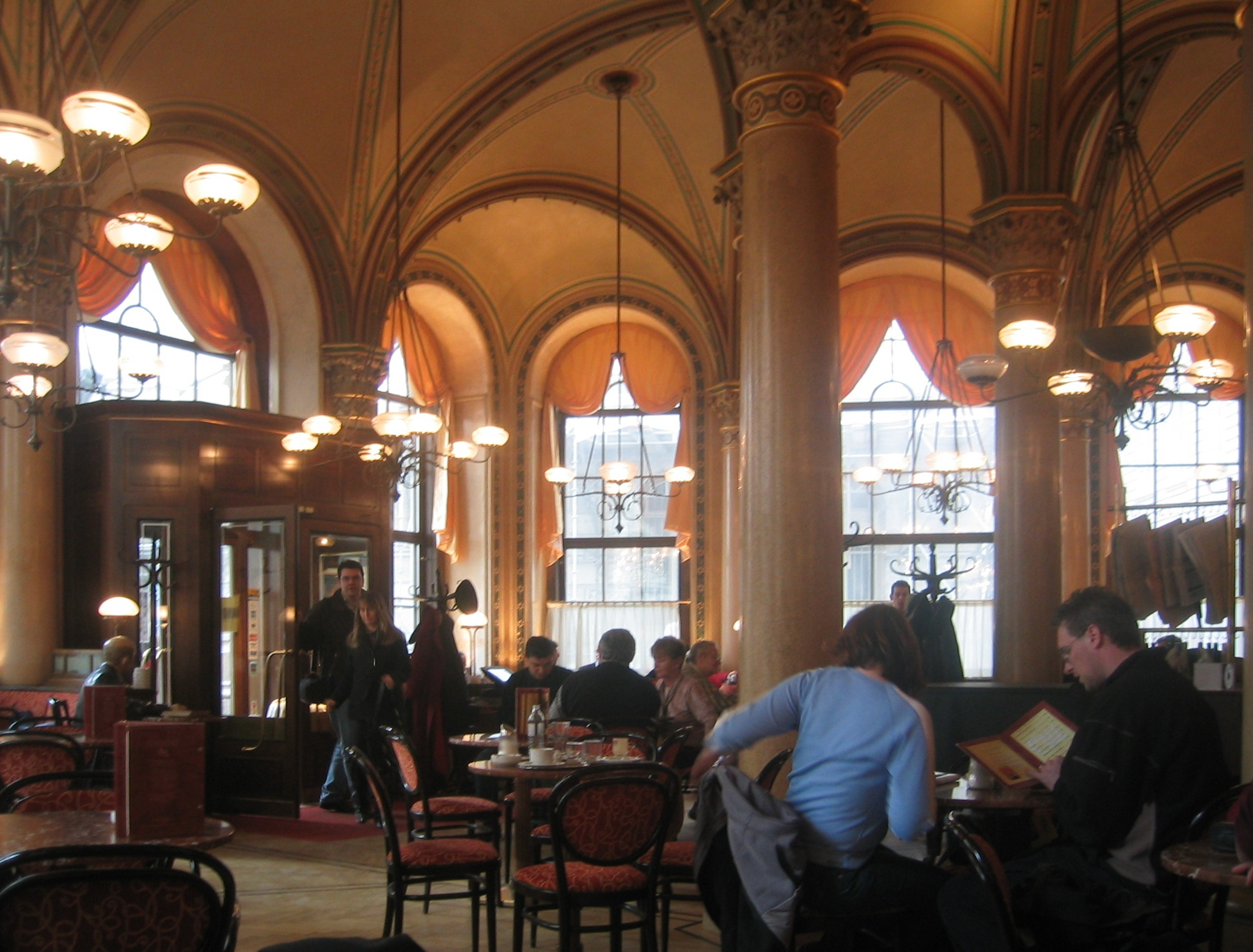
فضای داخلی کافه سنترال

کافه سنترال (به آلمانی: das Café Central) کافه‌ای در وین است که در محله اینره اشتات (واقع در مرکز شهر وین) واقع شده است. ساختمان کافه که در هرن‌گاسه، شماره چهارده قرار گرفته‌است، قبلاً ساختمان بانک و بازاربورس (Bank- und Börsengebäude) و امروزه بر مبنای نام معمارش هاینریش فون فرشتل، پالائیز فرشتل نامیده می‌شود.
کافه در سال ۱۸۶۰ افتتاح شد و در اواخر قرن نوزدهم به یکی از نقاط کلیدی ملاقات‌های طبقه روشنفکر وین تبدیل شد. این کافه پاتوق افرادی چون تئودور هرتسل، آلفرد آدلر، آدلف لوس، لئون تروتسکی و بسیاری دیگر از افراد سرشناس بوده است. تنها به طور خاص از میان مشتریان کافه در ژانویه ۱۹۱۳ می‌توان یوسیپ بروز تیتو، زیگموند فروید، آدولف هیتلر، ولادیمیر لنین و لئون تروتسکی را نام برد.
تا ۱۹۳۸ کافه به خاطر حضور قابل توجه شطرنج‌بازان در آن به کالج شطرنج (Die Schachhochschule) موسوم بوده است.
حلقه وین مشتمل بر پیشگامان فلسفه پوزیتیویسم گرهمایی‌های زیادی را چه قبل و چه بعد از جنگ جهانی اول در این کافه برگزار کرد.

داستان مشهوری وجود دارد که می‌گوید هنگامی که ویکتور آدلر به کنت برشتولد، وزیر امور خارجه اتریش-مجارستان اعتراض کرد که جنگ باعث انگیزش انقلاب در روسیه خواهد شد، حتی اگر نه در امپراتوری هابسبورگ، وی به طعنه پاسخ داد: 
و کی انقلاب را رهبری خواهد کرد؟ احتمالاً آقای برن‌اشتاین (لئون تروتسکی) نشسته  در کافه سنترال؟!
کافه در پایان جنگ جهانی دوم تعطیل شد. در سال ۱۹۷۵ ساختمان پالائیز فرشتل بازسازی و کافه بازگشایی شد، البته در بخش دیگری از ساختمان. در سال ۱۹۸۶ کافه یک‌بار دیگر کاملاً بازسازی شذ.
امروزه کافه به واسطه جایگاه تاریخی‌اش هم به عنوان نقطه‌ای توریستی و هم کافه‌ای محبوب شناخته می‌شود.